# Antoni Kukliński
Antoni Rafał Kukliński (ur. 2 czerwca 1927 w Bydgoszczy, zm. 8 sierpnia 2015 w Warszawie) – profesor nauk ekonomicznych, geograf ekonomiczny o specjalizacji gospodarka przestrzenna i polityka naukowa.

## Życiorys
Syn Rafała (dyrektora i współwłaściciela firmy „Zjednoczone Cegielnie”) i Eugenii z Biegajów Kuklińskich. W latach 1934–1939 uczęszczał do Szkoły Ćwiczeń przy Państwowym Liceum Pedagogicznym w Bydgoszczy. W sierpniu 1944 z ojcem wysłany na przymusowe roboty ziemne na terytorium ówczesnych Prus Wschodnich. Maturę uzyskał w czerwcu 1947 w I Państwowym Gimnazjum i Liceum Męskim w Bydgoszczy. W latach 1947–1951 studiował na Wydziale Prawno-Ekonomicznym Uniwersytetu Poznańskiego, uzyskując tytuł magistra nauk ekonomiczno-politycznych w 1950 i dyplom magistra praw (specjalizacja w zakresie prawa międzynarodowego) w 1951. Od 1950 zatrudniony w Zakładzie Geografii Ekonomicznej Wydziału Geografii Uniwersytetu Warszawskiego, następnie w innych jego jednostkach, z przerwami aż do 1991. Doktorat z geografii ekonomicznej na Uniwersytecie Warszawskim w 1958, habilitacja w 1962 w Instytucie Geografii Polskiej Akademii Nauk. Przedmiotem jego rozprawy doktorskiej była „Struktura przestrzenna przemysłu cegielnianego”, przedmiotem rozprawy habilitacyjnej „Problemy przestrzenne rozwoju przemysłu cementowego”. W roku akademickim 1958/59 przebywał na stypendium Ford Foundation na Clark University, Uniwersytecie Harvarda oraz w państwowym think tanku „Resources for the Future” w Waszyngtonie. Na Harvardzie uczestniczył m.in. w seminariach Johna Kenneth Galbraitha, Edgara Hoovera i Wassylia Leontiefa. W 1963 wygłaszał wykłady ma University of Washington w Seattle oraz na University of Minnesota. W latach 1954–1967 był sekretarzem naukowym redakcji Przeglądu Geograficznego współpracując blisko z jego redaktorem naczelnym Stanisławem Leszczyckim.
W latach 1965–1966 konsultant Europejskiej Komisji Gospodarczej ONZ w Genewie. Od 1967 do 1971 dyrektor programu badań regionalnych w UNRISD (Instytut Badań Rozwoju Społecznego ONZ). W latach 1971–1974 zatrudniony na stanowisku konsultanta w Ministerstwie Pracy. Od 1974 ponownie na Uniwersytecie Warszawskim, początkowo w Instytucie Afrykanistycznym. W 1977 obejmuje kierownictwo Zakładu Gospodarki Przestrzennej na Wydziale Geografii. Przebywał jako visiting profesor w Carleton University (1974) i Uniwersytecie Tampere (1977). Działał w Komitecie Przestrzennego Zagospodarowania Kraju (KPZK) PAN, był sekretarzem naukowym tego komitetu w jego pionierskim okresie lat 1958–67. W 1975 nastąpiło wznowienie jego współpracy z KPZK, objął funkcję wiceprzewodniczącego Komitetu oraz redaktora naczelnego wydawnictw Komitetu. W 1980 Komisja Planowania powierzyła Komitetowi zadanie przygotowania diagnozy stanu gospodarki przestrzennej Polski którą opracował w 1983 zespół diagnostyczny pod kierownictwem Antoniego Kuklińskiego. W latach 1985–1990 kierował Centralnym Programem Badań Podstawowych (CPBP 09.8) „Rozwój regionalny – rozwój lokalny – samorząd terytorialny”.
Tytuł profesora nadzwyczajnego w 1977, profesora zwyczajnego w 1982. Członek Senatu Uniwersytetu Warszawskiego w okresie 1978–1986. Od 1997 emerytowany profesor Uniwersytetu Warszawskiego.
Od 1 września 1990 Podsekretarz stanu w MSZ w gabinecie ministerialnym Krzysztofa Skubiszewskiego, a następnie od połowy 1991 wiceprzewodniczący KBN do 30 lipca 1992 w gabinecie Witolda Karczewskiego.
Założyciel Centrum Europejskich Studiów Regionalnych i Lokalnych (EUROREG) Uniwersytetu Warszawskiego (1991) i jego pierwszy dyrektor do 1996. Przewodniczący rady naukowej wydawanego przez EUROREG pisma Studia Regionalne i Lokalne od początku jego istnienia (2000) do 2015. W latach 1999–2011 prezes Polskiego Towarzystwa Współpracy z Klubem Rzymskim. Dyrektor Ośrodka Badań Regionów Europejskich (Research Centre for European Regions) RECiFER w Wyższej Szkole Biznesu – National-Louis University w Nowym Sączu. Członek honorowy „Akademie für Raumforschung und Landesplanung” w Hanowerze, członek „International Academy of Regional Development and Cooperation” w Moskwie oraz przewodniczący zespołu V „Europa 2050” Komitetu Prognoz „Polska 2000 Plus”.
Został członkiem honorowego komitetu poparcia Bronisława Komorowskiego przed przyspieszonymi wyborami prezydenckimi 2010 oraz przed wyborami prezydenckimi w Polsce w 2015.
Odznaczony w 2001 Krzyżem Komandorskim Orderu Odrodzenia Polski.

## Obszary zainteresowań
- Geografia lokalizacji, geografia przemysłowa, industrializacja (1953–67)
- Zmiana paradygmatyczna w teorii i praktyce geografii (1953–84)
- Gospodarka przestrzenna – podejścia empiryczne i instytucjonalne (1956–84)
- Uśpiony potencjał „Polski lokalnej” (1984–90)
- Rozwój regionalny, polityka regionalne i studia regionalne (1965–2000)
- Polityka naukowa i gospodarka oparta na wiedzy (1992–2015)
- Studia globalne i strategiczne (od 1984)
- Studia europejskie (od 1985)

## Wybrane publikacje
- Europe 2050 – Wyzwania globalne – Wybory strategiczne – Otwarte scenariusze(w:) Europa w perspektywie 2050, Komitet Prognoz Polska 2000 Plus, PAN, Warszawa 2007.
- Ku nowej przestrzeni europejskiej. Trajektoria Londyn – Paryż – Moskwa. Projekt europejskiego programu badawczego na lata 2002–2006, w: Niemcy jako strategiczny partner gospodarczy Polski, str. 423–434, Zakład Badań nad Gospodarką Niemiecką, Kolegium Gospodarki Światowej, Szkoła Główna Handlowa, r. 2002.
- The Role of the Regions in Federal Europe of the 21st Century, w: Régiók Európája. Tanulmánykötet, str. 38–46, r. 2002.
- What Can Polish EU Membership Mean for the EU and for Europe as a whole? Preliminary reflections, w: Reconceptualizing Europe, str. 37–67, Uppsala University, r. 2002.
- Manifest zrozpaczonego optymisty, Unia-Polska Nr 15/91 r. 2002.
- The Development of Knowledge – Based Economy in Europe. The regional trajectory, GEOGRAPHIA POLONICA Tom 75 Nr 1 r. 2002.
- The Polish Palatinatus: Experiences and Prospects, (in:) The Rise of Meso Government in Europe. Editor: L.J. Sharpe, SAGE Publications Ltd, London 1993, p. 182–209 (co-author: P.Swianiewicz).
- Regional Policies: experiences and prospects. „International Social Science Journal-Regional Science”, UNESCO, May 1987, no 112, p. 173–186.
- Regional Dynamics of Socio-Economic Change – The Experiences and Prospects in Sparsely Populated Areas. An Introduction of Some Ideas, (in:) Regional Dynamics of Socio-Economic Change – The Experiences and Prospects in SparselyPopulated Areas. Editors: E. Bylund, U. Wiberg, CERUM, Working Paper from CERUM, 1986, p. 1–10.
- Polish Geography after World War II. Mainsprings of Development, (in:) Geography since the Second World War – An International Survey. Editors: R. Johnston, P. Claval, Croom Helm, 1984, p. 132–155.
- Gospodarka przestrzenna i studia regionalne. Problemy dyskusyjne. „Biuletyn KPZK PAN” 1980, no 111.
- Regional Policies in Comparative Perspective, (in:) Regional Dynamics of Socioeconomic Change, Editors: A. Kukliński, O. Kultalahti, B. Koskiaho, Tampere 1979, Finnpublishers, p. 525–535.
- The Spatial Dimension in Policy and Planning, (in:) Regional Development and Planning: International Perspectives. Editor: A. Kukliński, Leyden 1975, p. 433–443, Sijthoff.
- Macro-regional Planning in the Developed Countries, (in:) Growth Poles and Regional Policies. A Seminar. Editor: A.Kukliński, R.Petrella, The Hague – Paris 1972, p. 213–235, Mouton.
- Local Government in Regional and National Perspectives, (in:) Local Government as Promotor of Economic and Social Development. The Hague 1971, p. 9–17, International Union of Local Authorities.
- Contributions to Regional Planning and Development. „Development Studies”, University of Mysore, December 31, 1971.
- Trends of Research on the Complex Scale Development of the Regions. „Gospodarka i Administracja Terenowa”, July 1970, p. 4–10, (also in:) Regional Planning. Concepts, Techniques, Policies and Case Studies. Editor: R.P. Misra, Prasaranga, India, 1969, The University of Mysore.
- Changes in Regional Structure of Industry in People`s Poland. „Geographia Polonica” 1967, no 11, p. 97–109.
- Criteria for the Location of Industrial Plants (Changes and Problems). United Nations. Economic and Social Council, Economic Commission for Europe, New York 1967. UN published also in Russian, French and Spanish.
- Progress and Change in the Industrialization of Poland. „Geographia Polonica” 1964, no 3, p. 57–70.
- Problemy przestrzenne rozwoju przemysłu cementowego w Polsce w latach 1946–1980. „Studia KPZK PAN”, vol. VI, Warszawa 1964.
- Struktura przestrzenna przemysłu cegielnianego na Ziemiach Zachodnich w epoce kapitalizmu, Instytut Geografii PAN, „Prace Geograficzne”, no 18, Warszawa 1959.
- Zagadnienia lokalizacji cegielni wapienno-piaskowych. „Materiały Budowlane”, 1953, no 1, p. 8–15.

## Życie prywatne
Żonaty z Anną Czekanowską-Kuklińską, profesorem Uniwersytetu Warszawskiego z którą miał syna Jana Rafała.